# Луций Ацилий Страбон
Луций Ацилий Страбон (лат. Lucius Acilius Strabo) — римский политический деятель середины I века.
При императоре Клавдии был назначен в Кирену претором «для разбора дела о землях, некогда принадлежавших царю Апиону, завещанных, им вместе с царством римскому народу и захваченных ближайшими землевладельцами, которые отстаивали давнее беззаконие и самоуправство, ссылаясь на право и справедливость». В 59 году киренцы пожаловались на Страбона сенату, так как он решил отобрать спорные земли, но Нерон оправдал его, одобрив решение претора.
В 80 году Страбон был консулом-суффектом. При Веспасиане управлял либо VIII Августовым легионом, либо Верхней Германией. 